# Journal of Volcanology and Geothermal Research
Le Journal of Volcanology and Geothermal Research est une revue scientifique de volcanologie et géologie éditée par Elsevier.